# 山崎闇斎
山崎 闇斎（やまざき あんさい、元和4年12月9日（1619年1月24日） - 天和2年9月16日（1682年10月16日））は、江戸時代前期の儒学者・神道家・思想家。諱は嘉、字は敬義、通称は嘉右衛門。闇斎は号。「垂加霊社（すいか・しでます）」という霊社号を生前に定めた。
朱子学の一派である崎門学（きもんがく）の創始者として、また、神道の一派である垂加神道の創始者としても知られる。

## 概要
朱子学者としては南学派に属する。闇斎によって論じられた朱子学を「崎門学」または「闇斎学」という。君臣の厳格な上下関係を説き、大義名分を重視した。とりわけ、湯武放伐を否定して、暴君紂王に対してでも忠義を貫いた周文王のような態度を肯定したことに特徴がある。
「劉邦は秦の民であったし李淵は隋の臣であったのだから、彼らが天下を取ったのは反逆である。それは殷でも周でも他の王朝でも同じことで、創業の英主といわれていても皆道義に反しており、中国歴代の創業の君主で道義にかなっているのは後漢の光武帝ただ一人である」と述べて易姓革命を否定した。
またあるとき弟子たちに向かって「今、支那から孔子や孟子を大将として日本に攻めてきたらお前たちはどうするか」と問い、返答に窮した弟子たちに「そういう時は当然孔子や孟子と戦って、あるいは斬り、あるいは生け捕りにするのだ。それが孔子や孟子の教えだ」と説いた。
闇斎は朱子学だけでなく神道についても論じた。吉川惟足の吉川神道を発展させて「垂加神道」を創始し、そこでも君臣関係を重視した。（→垂加神道）
以上のような闇斎の思想は、水戸学・国学などとともに、幕末の尊王攘夷思想（特に尊王思想）に大きな影響を与えた。
門人には、佐藤直方・浅見絅斎・三宅尚斎・植田艮背・遊佐木斎・谷秦山・正親町公通・出雲路信直・土御門泰福・安井算哲（渋川春海）らがおり、闇齋学の系統を「崎門学派」という。ただし、最終的に思想的衝突を生じて破門・絶縁した弟子も多く、政治の要請に対して主張を変えがちと揶揄された「林家」と対比する形で「林家の阿世、崎門の絶交」と言われた。

## 生涯

### 略歴
元和4年（1619年）、京都にて生まれる。父・山崎浄因は当時浪人であり、鍼医を営んでいた。
幼くして比叡山に入り、ついで妙心寺に移って僧となる。19歳のころ土佐国の吸江寺に移り、湘南宗化の弟子となる。土佐南学派の谷時中に朱子学を学び、また野中兼山や小倉三省らとも交流して、朱子学への傾倒を深め、寛永19年（1642年）に25歳で畜髪・還俗して儒学者となった。
明暦元年（1655年）、京都市上京区の、後に伊藤仁斎が開く古義堂と堀川を隔てて相対する位置に、闇斎塾を開いた。（現在葭屋町通に「山崎闇斎邸跡」石標あり）
寛文5年（1665年）、江戸に出て、会津藩主・保科正之の賓師に迎えられた。また吉川神道の創始者である吉川惟足に学んで、神道研究にも本格的に取り組むようになり、従来の神道と儒教を統合して（神儒融合）、垂加神道を開いた。こうした神道研究の成果により、藩政への助言を行う一方で、領内の寺院・神社の整理をおこない、神仏習合を排除した。
天和2年（1682年）、死去。

### 墓所・霊廟
山崎闇斎は、人間の心（心神）は、即ち天神と同源であり同一であるとの思想から、自らの心神を自宅の祠に祀った（生祀）。社名は、闇斎の霊社号と同じ、垂加霊社。のちに下御霊神社の境内に遷座して、猿田彦神社に合祀され、現存している。
墓所は、京都市左京区黒谷町の金戒光明寺にある。

## 著書一覧
- 文会筆録 - 闇斎の読書記録。
- 倭鑑
- 伊勢神宮儀式序
- 闢異
- 垂加文集
- 神代巻風葉集
- 中臣祓風水草

## 山崎闇斎が登場する作品
- 小説
  - 冲方丁『天地明察』角川書店 2009年